# The Hex (lucha libre)
The Hex es un equipo femenino de lucha libre profesional que ha trabajado tanto en National Wrestling Alliance como Shine Wrestling. El dúo es conformado por Allysin Kay & Marti Belle.

## Historia

### National Wrestling Alliance (2020, 2021-2022)
En agosto de 2021, National Wrestling Alliance anunció que Allysin Kay & Marti Belle regresarían, con el nombre de equipo Hex, para participar en NWA EmPowerrr, el 28 de agosto, en un torneo para coronar a las nuevas Campeonas Mundiales Femeninos en Parejas de la NWA. En el evento, Hex derrotó a Red Velvet & KiLynn King en la final de un torneo para ganar los títulos revividos.
El 24 de octubre de 2021, en NWA By Any Means Necessary, Hex defendió con éxito los campeonatos contra Thunder Kitty & Tootie Lynn.
El 11 de junio de 2022, en Alwayz Ready , The Hex defendió sin éxito el Campeonato Mundial Femenino en Parejas de la NWA contra Pretty Empowered (Ella Envy y Kenzie Paige).

### Ring Of Honor (2021)
El 27 de octubre de 2021, The Hex hizo su debut en Ring of Honor como equipo que defendió con éxito el Campeonato Mundial Femenino en Parejas de la NWA contra The Allüre (Angelina Love y Mandy Leon ). El 11 de diciembre, The Hex se asoció con Chelsea Green en Final Battle perdiendo ante el equipo de Miranda Alize y The Allüre (Angelina Love y Mandy Leon).

### Impact Wrestling (2023)
El 20 de enero de 2023, The Hex acompañado por el padre James Mitchell hizo su debut en Impact Wrestling atacando a Death Dollz (Rosemary, Taya Valkyrie & Jessicka).

## Campeonatos y logros
- National Wrestling Alliance
  - NWA World Women's Tag Team Championship (1 vez)
  - NWA World Women's Tag Team Championship Tournament (2021)
- Pro-Wrestling: EVE
  - Pro-Wrestling: EVE Tag Team Championship (1 vez)
- Shine Wrestling
  - Shine Tag Team Championship (1 vez)
- Pro Wrestling Illustrated
  - Situada en el Nº9 en el PWI Tag Teams 100 en 2022.[2][3]